# 31 tháng 8
Ngày 31 tháng 8 là ngày thứ 243 (244 trong năm nhuận) trong lịch Gregory. Còn 122 ngày trong năm.

## Sự kiện
- 805 – Đường Thuận Tông bị hoạn quan ép buộc phải nhường ngôi cho Thái tử Lý Thuần, tức Đường Hiến Tông, kết thúc giai đoạn Duy Tân Vĩnh Trinh thời Đường.
- 1795 – Chiến tranh Liên minh thứ nhất: quân Anh chiếm được toàn bộ Trincomalee (Sri Lanka) từ tay quân Hà Lan, chiếm cứ hòn đảo cho đến năm 1948.
- 1918 – Chiến tranh thế giới thứ nhất: Trận Mont Saint-Quentin bắt đầu giữa quân Úc và quân Đức tại Picardie, Pháp.
- 1957 – Liên bang Malaya giành được độc lập từ Anh Quốc.
- 1963 – Thuộc địa Bắc Borneo của Vương thất Anh được trao quyền tự trị, và tham gia hình thành Malaysia nửa tháng sau đó với tên gọi Sabah.
- 1965 – Aero Spacelines Super Guppy, một loại máy bay chở hàng của Hoa Kỳ có khoang rộng với kích thước lớn chuyên dùng để vận chuyển các hàng hóa quá khổ, thực hiện chuyến bay đầu tiên của mình.
- 1991 – Kyrgyzstan tuyên bố độc lập khỏi Liên Xô
- 1996 – Chiến tranh Chechnya lần thứ nhất kết thúc với thắng lợi của Chechnya, quân Nga rút lui.
- 1997 – Vương phi Diana cùng tình nhân Dodi Fayed qua đời trong một vụ tai nạn giao thông ở Paris, Pháp.

## Sinh
- 1821 – Hermann von Helmholtz, nhà vật lý người Đức (m. 1894).
- 1828 – Nguyễn Phúc Miên Quân, tước phong Hòa Quốc công, hoàng tử con vua Minh Mạng (m. 1863).
- 1880 – Wilhelmina của Hà Lan, nữ vương Hà Lan (m.1962)
- 1926 – Phạm Quốc Thuần, Trung tướng Quân lực Việt Nam Cộng hòa.
- 1949 – Richard Gere, diễn viên Mỹ.
- 1970 – Debbie Gibson, nữ ca sĩ, diễn viên người Mỹ.
- 2000 -- Dương Domic, nam ca sĩ, nhạc sĩ, rapper người Việt Nam
- 2004 – Jang Won-young, cựu thành viên ban nhạc IZ*ONE, thành viên nhóm nhạc Ive
- 2007 – Hatsune Miku chương trình tổng hợp giọng hát của Vocaloid.

## Mất
- 318 – Lưu Thông, hoàng đế nước Hán, tức ngày Quý Hợi (19) tháng 7 năm Mậu Dần (s. ?).
- 1975 – Minh Kỳ, nhạc sĩ người Việt Nam (s. 1930).
- 1997 – Diana, Vương phi xứ Wales (s. 1961).
- 2011 – Văn An, nhạc sĩ người Việt Nam (s. 1929).